# پروین دختر ساسان
پروین دختر ساسان نگارش آذر ۱۳۰۷ اتمام ۱۳۰۹ نمایشنامه‌ای در سه پرده از صادق هدایت است. مکان و زمان وقوع آن در ری و سدهٔ اول قمری است در پردهٔ اول اعراب تقریباً تمامی شهرهای ایران را تسخیر کرده و اینک به پشت دروازه‌های ری رسیده‌اند. از نبردهای قبل و سرنوشت دهشت بار نواحی اشغال شده زیاد صحبت می‌شود. پایان پردهٔ اول به شکل یک ملودرام است و دو عاشق پروین و پرویز را در کنار یکدیگر نشان می دهد. پرویز که از افسران پادگان شهر است خداحافظی می‌کند و به قرارگاهش در سنگرهای دفاعی باز می‌گردد.
در پردهٔ دوم پدر پروین دچار بیماری مهلکی است که علت آن معلوم نیست و پس از آنکه چهار سرباز وارد خانه می‌شوند و نوکر را می‌کشند و پروین را با خود می‌برند، جان می‌سپرد.
در پرده سوم فرمانده لشکر اعراب به پروین اطلاع می‌دهد که نامزدش در جنگ کشته شده‌است. سپس قصد دست درازی به او می‌کند. پروین خنجر او را می‌کشد و شرافتمندانه به زندگی خود پایان میدهد.